# NGC 7771
NGC 7771這是一個位於飛馬座的螺旋星系。它相對於宇宙微波背景的速度為3,979±25 km/s，對應的哈伯距離為 58.7±4.1Mpc（∼1.91億光年）。NGC 7771是德國天文學家威廉·赫歇爾在1784年9月18日發現的。
NGC 7771的光度等級為I，具有寬廣的 HI 線。此外，它也是一個亮紅外星系（LIRG星系）和星暴星系，還包含氫離子區區域。
迄今為止，九次非紅移測量得出的距離為48.100±3.381Mpc（約 1.57 億光年），仍在哈伯距離範圍內。